# Arquidiócesis de Malta
La arquidiócesis de Malta (en latín: Archidioecesis Melitensis o Melevitana, en inglés: Roman Catholic Archdiocese of Malta y en maltés: Arċidjoċesi ta' Malta) es una circunscripción eclesiástica de la Iglesia católica en Malta. Se trata de una arquidiócesis latina, sede metropolitana de la provincia eclesiástica de Malta. Desde el 27 de febrero de 2015 su arzobispo es Charles Jude Scicluna.

## Territorio y organización

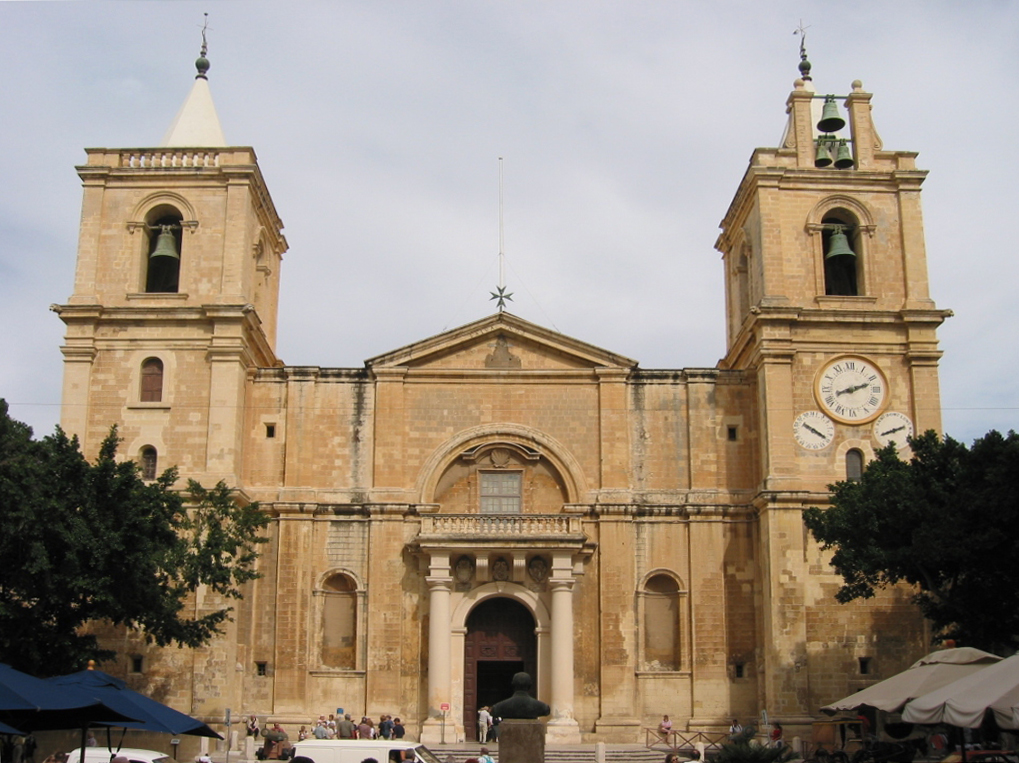
Concatedral de San Juan el Bautista, en La Valeta

La arquidiócesis tiene 246 km² y extiende su jurisdicción sobre los fieles católicos de rito latino residentes en la isla de Malta.

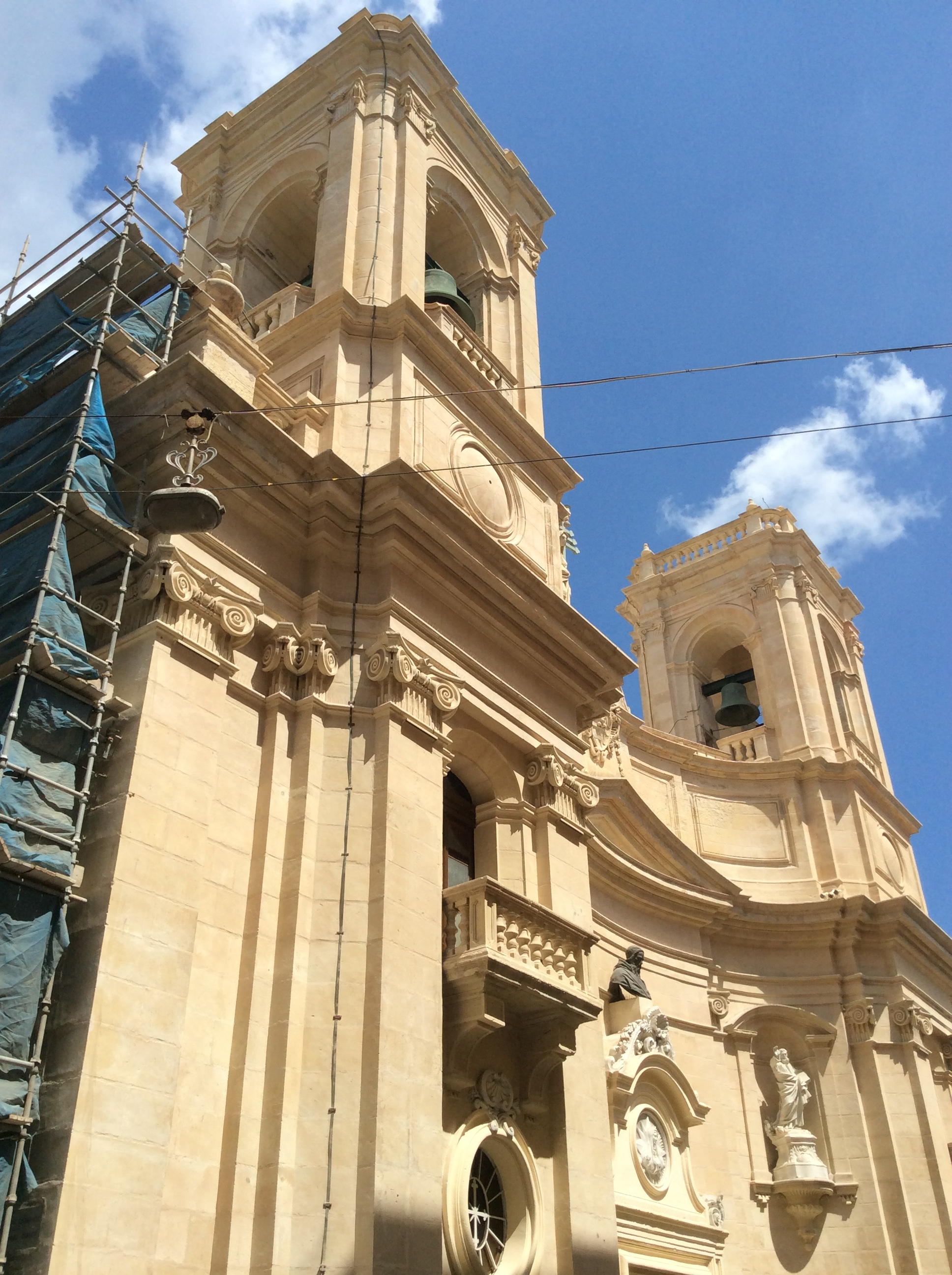
Basílica de Nuestra Señora de Puerto Seguro y Santo Domingo, en La Valeta

La sede de la arquidiócesis se encuentra en la ciudad de Mdina, en donde se halla la Catedral de San Pablo. En La Valeta se encuentra la Concatedral de San Juan el Bautista, que originalmente fue la iglesia conventual de la Orden de los Caballeros Hospitalarios de San Juan y se convirtió en concatedral en 1820 cuando el obispo de Malta, residente en Mdina, obtuvo permiso para usarla como sede alternativa. En la arquidiócesis hay seis basílicas menores: la basílica de Nuestra Señora de Puerto Seguro y Santo Domingo y la basílica santuario de Nuestra Señora del Monte Carmelo (ambas en La Valeta), la basílica colegiata de Santa Elena, en Birkirkara, la basílica de Cristo Rey, en Paola, la basílica santuario de la Asunción de la Santísima Virgen María, en Mosta y la basílica de la Natividad de la Santísima Virgen María, en Senglea.

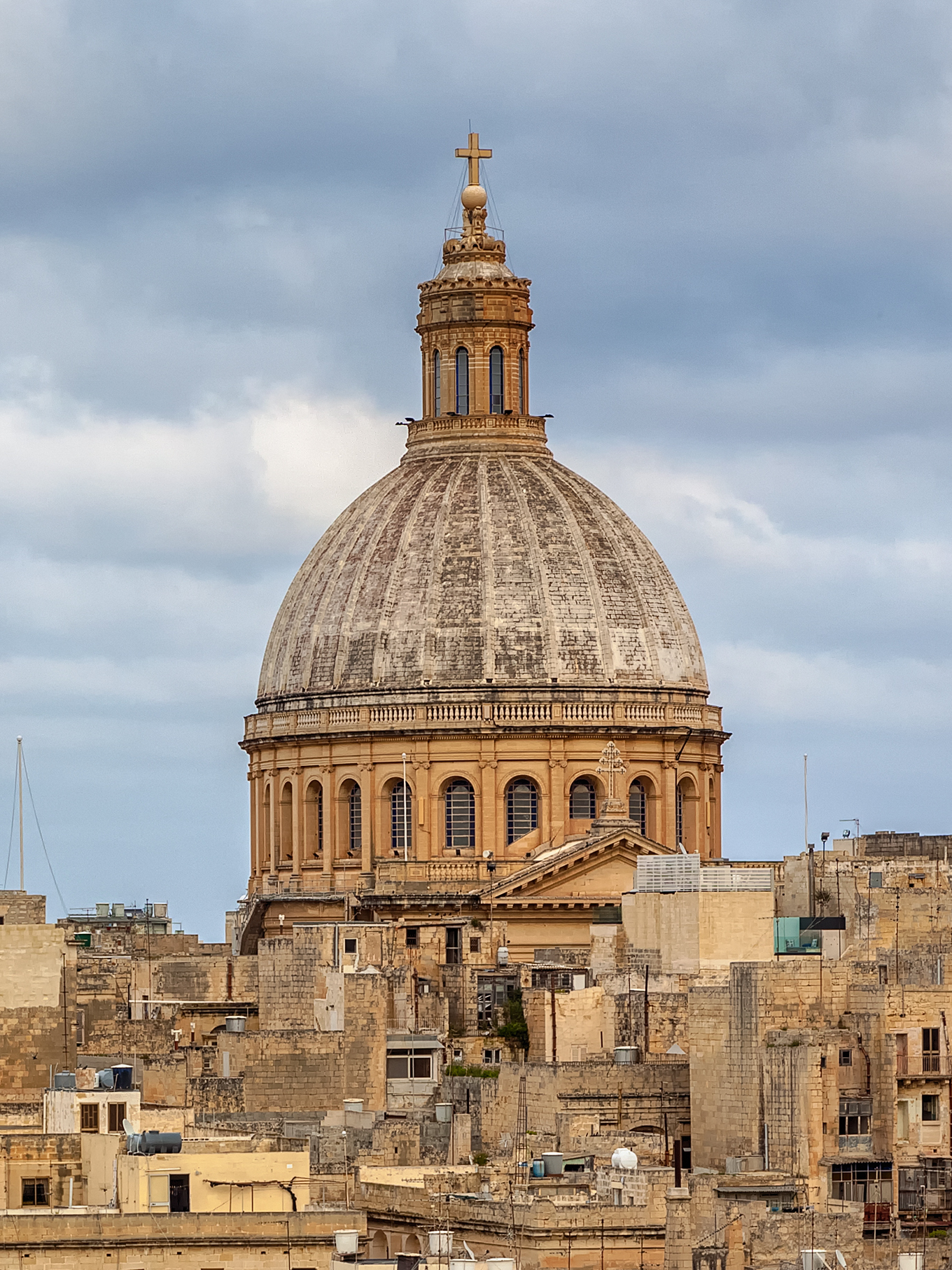
Basílica santuario de Nuestra Señora del Monte Carmelo, en La Valeta

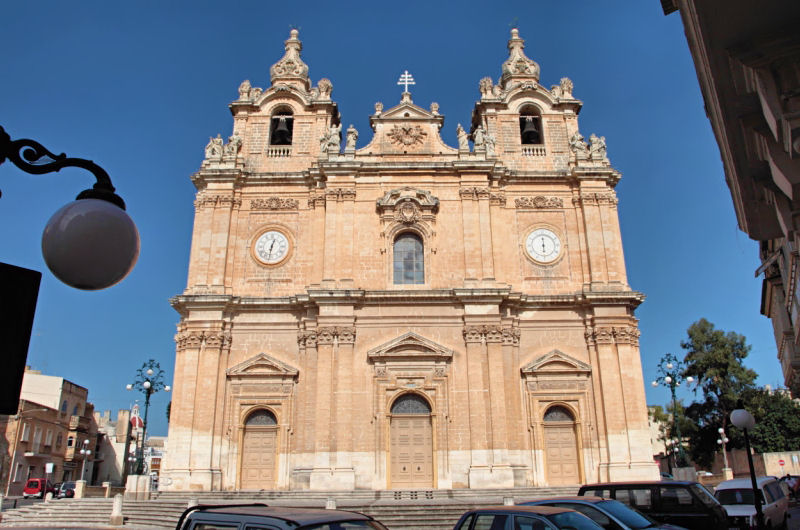
Basílica colegiata de Santa Elena, en Birkirkara

La arquidiócesis tiene como sufragánea a la diócesis de Gozo.

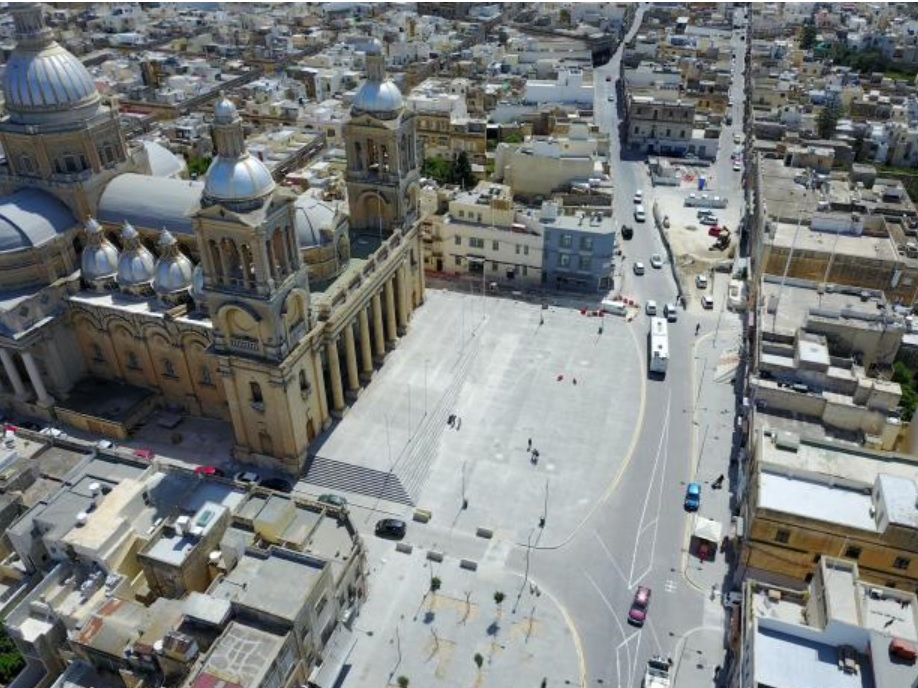
Basílica de Cristo Rey, en Paola

En 2023 en la arquidiócesis existían 70 parroquias.

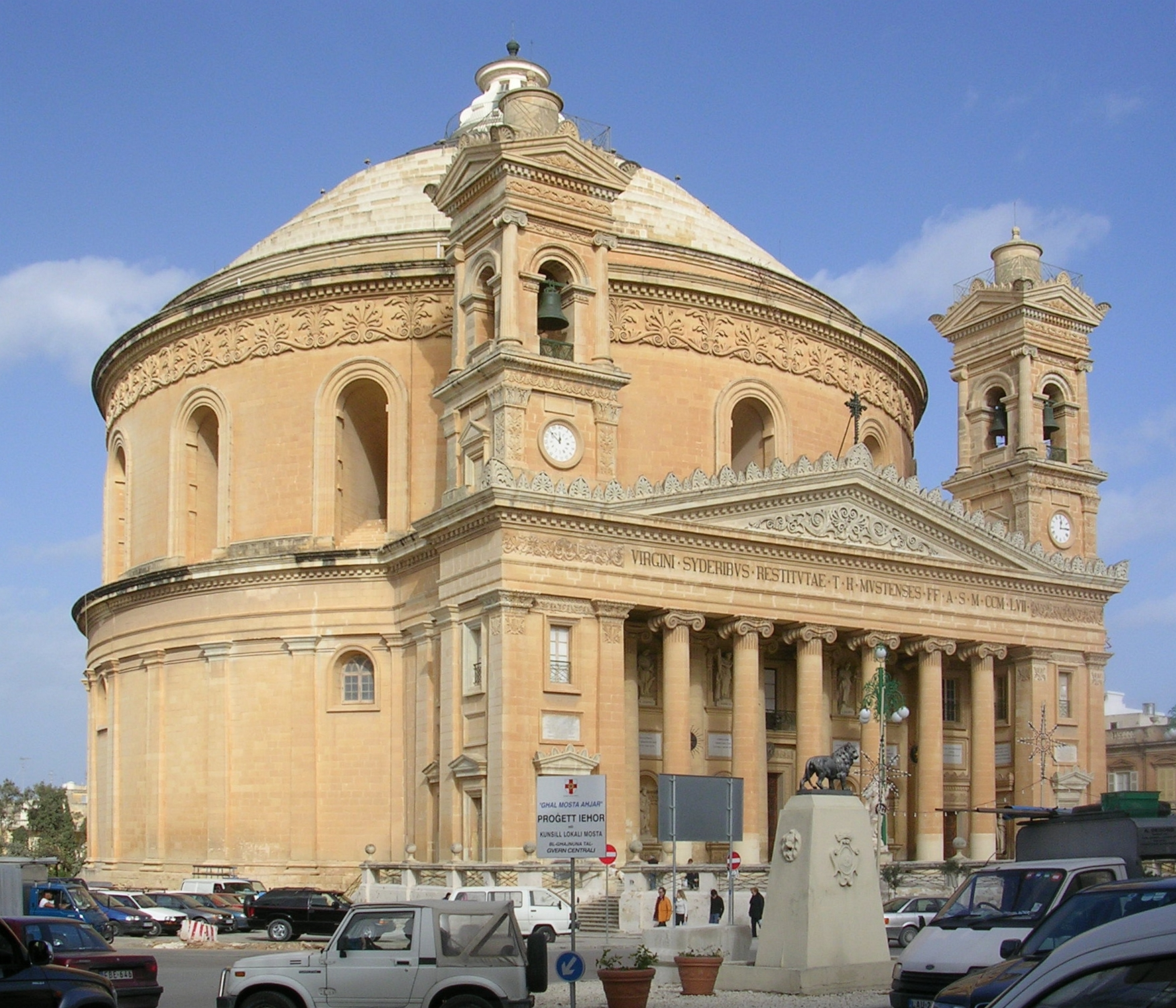
Basílica santuario de la Asunción de la Santísima Virgen María, en Mosta

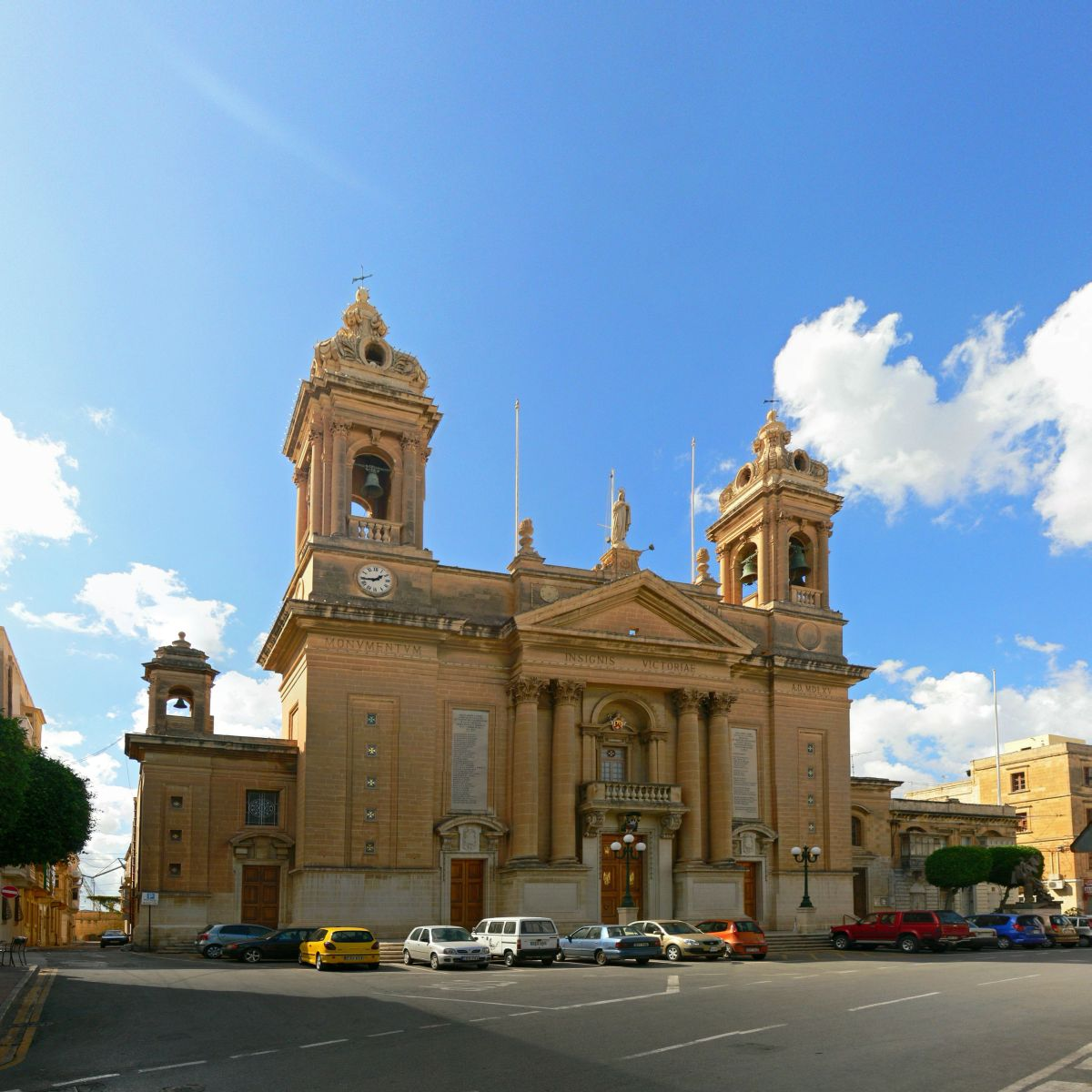
Basílica de la Natividad de la Santísima Virgen María, en Senglea

## Historia
La fundación de una comunidad cristiana en Malta se remonta a la época apostólica. El libro de los Hechos de los Apóstoles relata el naufragio del apóstol san Pablo durante su traslado a Roma en una isla que podría ser Malta. El apóstol fue muy bien recibido allí: «Los indígenas nos mostraron una humanidad excepcional» (Hechos 28:2). Un magistrado romano, Publio, albergó a Pablo y a sus compañeros durante tres días (Hechos 28:7). Pablo sanó a su padre allí, gravemente enfermo.
La tradición considera que, convertido por san Pablo, san Publio fue el primer obispo de Malta, y así Malta se convirtió en el primer sitio de Occidentes en convertirse al cristianismo. Publio, después de 31 años dirigiendo la Iglesia maltesa se trasladó en el año 90 a Atenas, en donde fue martirizado en 112. 
La diócesis fue refundada probablemente después de la reconquista bizantina de la isla por Belisario en 533. El primer obispo documentado de Malta fue Julianus, que firmó el decreto del papa Vigilio sobre los Tres Capítulos en 553, mientras que Lucillus aparece en una carta del papa Gregorio I (590-604).
Después de un breve dominio bizantino en 533 y un probable saqueo de los vándalos, Malta fue conquistada en 870 por los árabes, que cambiaron casi completamente a la población romanizada de la isla, e incluso el idioma maltés derivado del árabe. Aunque se ha elaborado una lista completa de obispos desde los tiempos de san Pablo hasta los del emperador Constantino, su autenticidad es más que dudosa: Malta, de hecho, permaneció deshabitada durante casi dos siglos tras la conquista árabe y la expulsión de la población romano-bizantina, sin posibilidad de continuidad.
En la Notitia Episcopatuum redactada en tiempos del emperador bizantino León VI el Sabio y datable a principios del siglo X, la arquidiócesis de Siracusa aparece en el puesto 13 entre las sedes metropolitanas del patriarcado de Constantinopla, y le asigna jurisdicción sobre todas las diócesis sicilianas y también sobre Malta (Μελίτης, Μελέτη).
En 1090, tras la invasión normanda de Malta por Roger I de Sicilia, los árabes fueron sustituidos por los normandos y la isla se encontró bajo dominación cristiana y nuevamente vinculada a la cercana Sicilia. La conquista no fue seguida inicialmente por el restablecimiento de la diócesis, especialmente porque la mayoría de la población fue musulmana hasta el siglo XIII. Luego de que muchos colonos sicilianos se trasladaran a Malta, la diócesis de Malta fue restaurada y pasó a ser sufragánea de la arquidiócesis de Palermo mediante una bula del papa Adriano IV del 10 de julio de 1156 y confirmada por el papa Alejandro III el 26 de abril de 1160. Sin embargo, no se conocen nombres de obispos hasta Giovanni I, que dirigió la diócesis maltesa de 1167 a 1169.
Tras perder Rodas el 1 de enero de 1523 a manos del Imperio otomano, la Orden de San Juan de Jerusalén se estableció en Malta y en 1530 la administración de la diócesis les fue transferida a los caballeros, quienes también continuaron la arquidiócesis de Rodas como sede in partibus infidelium. El 3 de marzo de 1797, mediante la bula Memores Nos del papa Pío VI, a los obispos de Malta se les concedió el título de arzobispos titulares de Rodas; posteriormente Rodas fue erigida en prefectura apostólica el 31 de octubre de 1897 y la arquidiócesis de Rodas fue restaurada el 28 de marzo de 1928.
Tras la expulsión de la Orden de San Juan de Jerusalén y la captura de Malta por Napoleón en 1798, el archipiélago maltés fue anexado al Imperio británico en 1816. En 1817 la diócesis de Malta pasó de nuevo a formar parte de la provincia eclesiástica de la arquidiócesis de Palermo, pero a solicitud del gobernador británico, el 21 de junio de 1831 la diócesis fue declarada inmediatamente sujeta a la Santa Sede.
El 22 de septiembre de 1864, mediante la bula Singulari Amore, la arquidiócesis cedió una parte de su territorio para la erección de la diócesis de Gozo.
La diócesis de Malta fue elevada al rango de arquidiócesis metropolitana el 1 de enero de 1944 mediante la bula Melitensem Ecclesiam del papa Pío XII.
Malta se independizó del Reino Unido el 21 de septiembre de 1964.

## Estadísticas
Según el Anuario Pontificio 2024 la arquidiócesis tenía a fines de 2023 un total de 382 900 fieles bautizados.
| Año                                                                             | Población | Población | Población      | Sacerdotes | Sacerdotes | Sacerdotes | Católicos por sacerdote | Diáconos permanentes | Religiosos | Religiosos | Parroquias y cuasiparroquias |
| Año                                                                             | Católicos | Total     | % de católicos | Total      | Diocesanos | Regulares  | Católicos por sacerdote | Diáconos permanentes | Masculinos | Femeninos  | Parroquias y cuasiparroquias |
| ------------------------------------------------------------------------------- | --------- | --------- | -------------- | ---------- | ---------- | ---------- | ----------------------- | -------------------- | ---------- | ---------- | ---------------------------- |
| 1950                                                                            | 278 000   | 280 000   | 99.3           | 786        | 402        | 384        | 353                     |                      | 670        | 1135       | 50                           |
| 1970                                                                            | 280 000   | 294 000   | 95.2           | 879        | 417        | 462        | 318                     |                      | 727        | 1736       | 57                           |
| 1980                                                                            | 288 600   | 304 400   | 94.8           | 881        | 443        | 438        | 327                     |                      | 601        | 1470       | 64                           |
| 1990                                                                            | 321 000   | 325 000   | 98.8           | 811        | 369        | 442        | 395                     |                      | 560        | 1254       | 64                           |
| 1999                                                                            | 320 000   | 340 000   | 94.1           | 751        | 340        | 411        | 426                     |                      | 512        | 1271       | 63                           |
| 2000                                                                            | 330 000   | 350 000   | 94.3           | 776        | 370        | 406        | 425                     |                      | 505        | 1236       | 64                           |
| 2001                                                                            | 335 000   | 350 000   | 95.7           | 740        | 329        | 411        | 452                     |                      | 504        | 1010       | 64                           |
| 2002                                                                            | 337 000   | 353 000   | 95.5           | 755        | 321        | 434        | 446                     |                      | 529        | 966        | 64                           |
| 2003                                                                            | 337 500   | 354 000   | 95.3           | 747        | 316        | 431        | 451                     |                      | 523        | 965        | 64                           |
| 2004                                                                            | 337 800   | 354 900   | 95.2           | 736        | 312        | 424        | 458                     |                      | 497        | 939        | 64                           |
| 2013                                                                            | 380 000   | 413 000   | 92.0           | 621        | 278        | 343        | 611                     |                      | 439        | 882        | 70                           |
| 2016                                                                            | 380 000   | 426 000   | 89.2           | 618        | 270        | 348        | 614                     |                      | 424        | 772        | 70                           |
| 2019                                                                            | 361 372   | 428 091   | 84.4           | 581        | 278        | 303        | 621                     |                      | 376        | 753        | 70                           |
| 2021                                                                            | 374 630   | 444 000   | 84.4           | 536        | 263        | 273        | 698                     |                      | 326        | 723        | 70                           |
| 2023                                                                            | 382 900   | 454 600   | 84.2           | 530        | 261        | 269        | 722                     |                      | 335        | 618        | 70                           |
| Fuente: Catholic-Hierarchy, que a su vez toma los datos del Anuario Pontificio. |           |           |                |            |            |            |                         |                      |            |            |                              |

## Episcopologio

### Primera serie de obispos no documentados de Malta

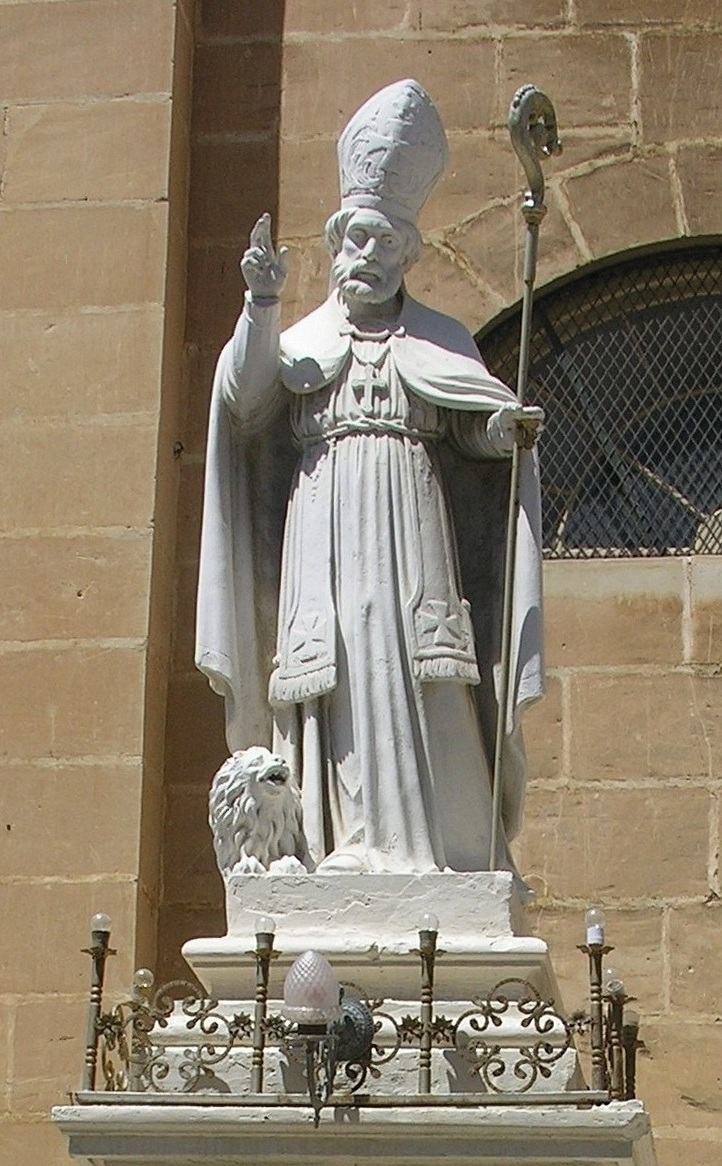
San Publio, legendario primer obispo de Malta

| Nombre                           | Desde                            | Hasta                            |
| Obispos no documentados de Malta | Obispos no documentados de Malta | Obispos no documentados de Malta |
| -------------------------------- | -------------------------------- | -------------------------------- |
| San Publio                       | 60, 67 o 69                      | 90 transferido a Atenas          |
| Quadratus                        | 91                               | 100                              |
| Danuolus                         | 100                              | 125                              |
| Elladius                         | 125                              | 132                              |
| Gallicanus                       | 132                              | 166                              |
| Orouzio                          | 166                              | 177                              |
| Antidius                         | 177                              | 182                              |
| Giulianus                        | 182                              | 194                              |
| Adalbert                         | 194                              | 200                              |
| Petrus                           | 200                              | 205                              |
| Fiorenzo                         | 205                              | 221                              |
| Zoilo                            | 221                              | 260                              |
| Servetus Villeneuve              | 260                              | 317                              |
| Filetus                          | 317                              | 339                              |
| Severus                          | 370                              | 379                              |
| Otrejo                           | 379                              | 383                              |
| Letnio                           | 383                              | 400                              |
| Valerius                         | 400                              | 408                              |
| Silvanu                          | 408                              | ?                                |
| Acacius                          | 451                              | ?                                |
| Restituoto                       | 460                              | ?                                |
| Constantino                      | 501                              | ?                                |
| Manas                            | 536                              | ?                                |

### Obispos de Malta con base histórica
- Julianus † (553)
- Lucillo † (577 o 592-599)
- Traiano † (599 o 603)

### Segunda serie de obispos no documentados de Malta
| Nombre                           | Desde                            | Hasta                            |
| Obispos no documentados de Malta | Obispos no documentados de Malta | Obispos no documentados de Malta |
| -------------------------------- | -------------------------------- | -------------------------------- |
| Giovanni                         | 680                              | 682                              |
| Annetto                          | 700                              | 707                              |
| Adriano                          | 707                              | ?                                |
| Pelladio                         | 722                              | ?                                |
| Vigiliju                         | 740                              | 748                              |
| Giorgius                         | 748                              | ?                                |
| Leone                            | 770                              | ?                                |
| Pawlu                            | 868                              | ?                                |
| Damiano                          | 892                              | ?                                |
| Gualtieri                        | 1089                             | 1095                             |
| Brialdo                          | 1095                             | 1098                             |
| Ġwanni                           | 1098                             | ?                                |
| Rinaldus                         | 1123                             | ?                                |
| Stiefnu                          | 1140                             | 1168                             |
| Johannes                         | 1168                             | ?                                |

### Obispos de Malta
- Giovanni I † (1167-1169)
- Giovanni II † (1211-1224-?)
- Ruggerio de Cefalú † (1251)
- Domenico † (8 de mayo de 1253-?)
- Giacomo di Mileto ? † (27 de mayo de 1259-?)
- Marino di Sorrento † (1267)
- Johannes Normandus † (1268)
- Andrea Bancherini, O.P. † (circa 1270-?)
- Jacobus da Malta, O.F.M. † (1272 o circa 1284-1299 falleció)
- Niccolò † (21 de enero de 1304-? falleció)
- Alduino † (1330-? falleció)
- Enrico da Cefalú, O.F.M. † (10 de enero de 1334-? falleció)
- Niccolò Boneti † (27 de noviembre de 1342-? falleció)
- Ogerio † (27 de octubre de 1343-? falleció)
- Giacomo † (7 de junio de 1346-? falleció)
- Ilario Corrado, O.P. † (15 de junio de 1356-? falleció)
- Antonio, O.F.M. † (19 de agosto de 1370-? falleció)
- Corrado † (3 de septiembre de 1371-? falleció)
- Antonio de Vulponno, O.S.B. † (15 de octubre de 1375-noviembre de 1392 falleció)
- Mauro Cali † (4 de julio de 1393-1408 nombrado obispo de Catania)
- Andrea de Pace, O.F.M. † (1408-1409 nombrado obispo de Catania)
- Antonio † (29 de julio de 1409-?)
- Andrea, O.P. † (4 de julio de 1414-?)
- Giovanni Ximenes, O.F.M. † (16 de marzo de 1418-? falleció)
- Mauro de Albraynio † (21 de agosto de 1420-? renunció)
- Senatore De Mello Di Noto † (13 de febrero de 1432-? falleció)
- Giacomo Paternò[14] † (21 de diciembre de 1445-? falleció)
- Antonio de Alagona † (21 de junio de 1447-? renunció)
- Giovanni Paternò, O.S.B. † (8 de enero de 1479-6 de julio de 1489 nombrado arzobispo de Palermo)
  - Pierre de Foix † (6 de julio de 1489-10 de agosto de 1490 falleció) (administrador apostólico)
- Paolo Della Cavalleria † (10 de febrero de 1491-30 de marzo de 1495 nombrado obispo de Cefalú)
- Giacomo Valguarnera † (30 de marzo de 1495-5 de mayo de 1501 falleció)
- Antonio Corsetto † (20 de diciembre de 1501-septiembre de 1503 falleció)
  - Juan de Castro † (20 de marzo de 1506-29 de septiembre de 1506 falleció) (administrador apostólico)
- Bandinello Sauli † (5 de octubre de 1506-1509 nombrado obispo de Gerace)
- Bernardino da Bologna † (5 de octubre de 1506-23 de enero de 1512 nombrado arzobispo de Mesina)
- Juan Pujades † (21 de enero de 1512-1512 falleció)
- Juan de Sepúlveda † (14 de julio de 1514-1516 renunció)
- Bernardino Catagnano † (9 de abril de 1516-23 de mayo de 1516 renunció)
  - Rafael Sansoni Riario † (23 de mayo de 1516-1520 renunció) (administrador apostólico)
  - Bonifacio Catagnano † (28 de marzo de 1520-? falleció) (obispo electo)
  - Girolamo Ghinucci † (10 de septiembre de 1523-20 de marzo de 1538 renunció) (administrador apostólico)
- Tommaso Bosio, O.S.Io.Hier. † (20 de marzo de 1538-15 de agosto de 1539 falleció)
- Domingo Cubels, O.S.Io.Hier. † (10 de diciembre de 1540-22 de noviembre de 1566 falleció)
- Martín Rojas de Portalrubio, O.S.Io.Hier. † (5 de noviembre de 1572-19 de marzo de 1577 falleció)
- Tomás Gargallo, O.S.Io.Hier. † (11 de agosto de 1578-10 de junio de 1614 falleció)
- Baldassarre Caglieres, O.S.Io.Hier. † (18 de mayo de 1615-4 de agosto de 1633 falleció)
- Miguel Juan Balaguer Camarasa, O.S.Io.Hier. † (12 de febrero de 1635-5 de diciembre de 1663 falleció)
- Lucas Bueno, O.S.Io.Hier. † (15 de diciembre de 1666-7 de septiembre de 1668 falleció)
- Lorenzo Astiria, O.S.Io.Hier. † (16 de junio de 1670-enero de 1677 falleció)
- Miguel Jerónimo de Molina y Aragonés, O.S.Io.Hier. † (18 de abril de 1678-25 de mayo de 1682 nombrado obispo de Lérida)
- Davide Cocco Palmeri, O.S.Io.Hier. † (15 de mayo de 1684-19 de septiembre de 1711 falleció)
- Joaquín Cánaves, O.S.Iacobi † (30 de agosto de 1713-3 de junio de 1721 falleció)
- Gaspare Gori Mancini, O.S.Io.Hier. † (1 de junio de 1722-julio de 1727 falleció)
- Paul Alphéran de Bussan, O.S.Io.Hier. † (8 de marzo de 1728-20 de abril de 1757 falleció)
- Bartolomé Rull, O.S.Io.Hier. † (19 de diciembre de 1757-19 de febrero de 1769 falleció)
- Giovanni Carmine Pellerano, O.S.Io.Hier. † (28 de mayo de 1770-18 de marzo de 1780 renunció[nota 4])
- Vincenzo Labini, O.S.Io.Hier. † (19 de junio de 1780-30 de abril de 1807 falleció)
- Ferdinando Mattei † (18 de septiembre de 1807-14 de julio de 1829 falleció)
- Francesco Saverio Caruana † (28 de febrero de 1831-17 de noviembre de 1847 falleció)
- Publio Maria Sant † (noviembre de 1847 por sucesión-4 de diciembre de 1857 renunció[nota 5])
- Gaetano Pace-Forno, O.S.A. † (4 de diciembre de 1857 por sucesión-22 de julio de 1874 falleció)
- Carmelo Scicluna † (15 de marzo de 1875-12 de julio de 1888 falleció)
- Pietro Pace † (10 de febrero de 1889-29 de julio de 1914 falleció)
- Mauro Caruana † (22 de enero de 1915-17 de diciembre de 1943 falleció)
- Michael Gonzi † (17 de diciembre de 1943 por sucesión-1 de enero de 1944 nombrado arzobispo de la sede)

### Arzobispos de Malta
- Michael Gonzi † (1 de enero de 1944-30 de noviembre de 1976 retirado)
- Joseph Mercieca † (29 de noviembre de 1976-2 de diciembre de 2006 retirado)
- Paul Cremona, O.P. † (2 de diciembre de 2006-18 de octubre de 2014 renunció)
- Charles Jude Scicluna, desde el 27 de febrero de 2015